# ぴりっとタケロー
『ぴりっとタケロー』は、1990年4月2日から同年9月28日までTBS系列局で放送されていたTBS製作のワイドショー。森本毅郎の冠番組。
放送時間は毎週月曜 - 金曜 12:00 - 12:45 （日本標準時）。

## 概要
平日昼の帯番組で、フリーアナウンサーの森本毅郎が司会を務めていた。キャッチコピーは「辛口のお昼ご飯、ぴりっとタケロー」。
森本は番組放送開始の1年半前まで『ニュース22プライムタイム』のキャスターを務めていたが、低視聴率と自身のスキャンダルの責任を取る形で降板しており、この番組で1年半ぶりにテレビでの全国放送に復帰した（その半年前から森本が担当していた『噂の!東京マガジン』は、当時はごく限られた局のみで放送のローカル番組だった）。視聴率が伸び悩み、番組は半年で終了したが、森本は次番組『悠々!お昼です』の司会として続投した。

## 出演者

### 司会
- 森本毅郎（フリーアナウンサー）

### レギュラー
- 4代目桂三木助
- 五月みどり
- 木村晋介
- そのまんま東（現・東国原英夫）
- 細川隆一郎
- 笑福亭鶴光
- 塩沢とき

## スタッフ
- 構成：豊村剛、飯澤眞太郎、岩瀬理恵子
- 技術：秋本浩志、WILD DUCKS
- 技術協力：千代田ビデオ
- 音響効果：メッセ
- 美術デザイン：相野道生
- 美術制作：伊藤隆
- 美術進行：青山維能
- ディレクター：柳岡秀一
- 演出：大野透
- プロデューサー：深尾隆一（TBS）、居作昌果・松岡孝（TIXE）、坂口篤博（USテレビ）
- 制作協力：TIXE、USテレビ
- 製作著作：TBS

## ネット局
放送時間は全て、月曜 - 金曜 12:00 - 12:45、同時ネット。
- TBSテレビ（制作局）
- 北海道放送[2]
- 青森テレビ[3]
- 岩手放送[4]
- 東北放送[5]
- テレビユー山形[6]
- テレビユー福島[5]
- 新潟放送[7]
- 北陸放送[8]
- 信越放送[9]
- テレビ山梨[10]
- 静岡放送[10]
- 中部日本放送[11]

- 毎日放送[12]
- 山陰放送[13]
- 山陽放送[14]
- 中国放送[14]
- テレビ山口[15]
- テレビ高知[16]
- RKB毎日放送[17]
- 長崎放送[17]
- 熊本放送[17]
- 大分放送[15]
- 宮崎放送[18]
- 南日本放送[18]
- 琉球放送[19]

なお、1990年10月1日に開局した富山県の系列局・チューリップテレビは、サービス放送期間中に本番組をネットしていたことがある（最終週の回のみ）。